# Emilio Broglio
Emilio Broglio (Milánó, 1814. február 13. – Róma, 1892. február 20.) olasz író és államférfi.

## Életútja
Az 1848. évi forradalom után, melyben mint az ideiglenes kormány tagja, Károly Alberttel alkudozott, Torinóban az államtudományok tanára lett. 1859-ben visszatért Milánóba és a Lombardia című hírlapot szerkesztette. 1861 és 1876 között tagja volt a parlamentnek és Menabrea alatt 1867-69-ben közoktatásügyi miniszter volt. Giambattista Giorginivel együtt a Nuovo vocabolario della lingua parlata szerkesztését is vezette.

## Munkái
- Dellc imposta sulla rendita e del capitale in Inghilterra e negli Stati Unitit (Torino, 1856; 2 kötet)
- Studi constituzionali (Milano, 1860)
- Delle forme parlamentari (uo. 1865)
- Vita di Fererico II. il Grande (uo. 2 kötet, 1874–76)
- Il regno di Federico II. di Prussia (2 kötet, Róma, 1879–80)